# Gomer (Bibbia)
Gomer (ebraico גֹּמֶר, Gómer; greco: Γαμὲρ) era il figlio maggiore di Jafet (e della linea Jafetica), e padre di Ashkenaz, Rifat e Togarma, secondo la "Tavola delle Nazioni" della Bibbia (Genesi 10).
Gomer è anche menzionato nel Libro di Ezechiele 38: 6 come alleato di Gog, il principe della terra di Magog.
Il nome ebraico Gomer si riferisce ai Cimmeri, che dimorarono nell'attuale Russia meridionale, "oltre il Caucaso", e attaccarono l'Assiria alla fine del VII secolo a.C. Gli assiri li chiamavano Gimmerai; il re cimmero Teushpa fu sconfitto da Asarhaddon d'Assiria tra il 681 e il 668 a.C.

## Interpretazioni
Flavio Giuseppe pose Gomer e i "Gomeriti" nella Galazia anatolica: "Poiché Gomer fondò quelli che i Greci ora chiamano Galati, ma furono poi chiamati Gomeriti." La Galazia infatti prende il nome dagli antichi Galli (Celti) che vi si stabilirono. Tuttavia, il successivo scrittore cristiano Ippolito di Roma nel c. 234 assegnò a Gomer il ruolo di antenato dei Cappadociani, vicini dei Galati. San Girolamo (c. 390) e Isidoro di Siviglia (c. 600) seguirono l'identificazione di Flavio Giuseppe con Galati, Galli e Celti.
Secondo il trattato Yoma, nel Talmud, Gomer è identificato come "Germamya".
Nel folklore islamico, lo storico persiano Muhammad ibn Jarir al-Tabari (c. 915) racconta una tradizione persiana secondo cui Gomer visse fino all'età di 1000 anni, notando che questo record era uguale a quello di Nimrod, ma era insuperabile da chiunque altro menzionato nella Torah.
I Cimbri erano una tribù stabilita nella penisola dello Jutland in Germania (oggi Danimarca) nel ca. 200 a.C., che nell'antichità erano variamente identificati come cimmeri, germanici o celtici. In tempi successivi, alcuni studiosi li collegarono ai Gallesi e ai discendenti di Gomer. Tra i primi autori a identificare Gomer, i Cimmeri e i Cimbri, con il nome endonimo gallese, Cymri, fu l'antiquario inglese William Camden nella sua Britannia (pubblicato per la prima volta nel 1586). Nel suo libro del 1716 Drych y Prif Oesoedd, anche l'antiquario gallese Theophilus Evans postulò che i gallesi discendevano dai cimmeri e da Gomer; a questo seguirono numerosi scrittori successivi del XVIII e XIX secolo. Questa etimologia è considerata falsa dai moderni linguisti, che seguono l'etimologia proposta da Johann Kaspar Zeuss nel 1853, che deriva Cymry dalla parola brittonica *Combrogos ("connazionale").
Nel 1498 Annio da Viterbo pubblicò frammenti noti come Pseudo-Berosso, ora considerato un falso, sostenendo che i registri babilonesi avevano dimostrato che Comero Gallo, cioè Gomer figlio di Iafet, si era stabilito per la prima volta a Comera (in Italia) nel decimo anno di Nimrod in seguito la dispersione dei popoli. Inoltre, Tuiscon, che Pseudo-Berossus chiama il quarto figlio di Noè, e dice che governò per primo in Germania/Scizia, fu identificato dagli storici successivi (ad esempio Johannes Aventinus) con Ashkenaz, figlio di Gomer.

## Discendenza
Tre figli di Gomer sono menzionati in Genesi 10, vale a dire Ashkenaz, Rifat (scritto Difat in I Cronache) e Togarma
I discendenti di Ashkenaz furono originariamente identificati con gli Sciti (Ishkuza in assiro), poi dopo l'XI secolo, con la Germania. Gli Aschenaziti, ovvero gli ebrei originari dell'Europa centrale, prendono il nome dal termine ebraico medievale Ashkenaz, che stava ad indicare la valle del Reno.
Rifat è associato da Flavio Giuseppe alla Paflagonia, mentre secondo alcuni scrittori successivi fu l'antenato dei popoli Celti. Alcune edizioni della cronaca irlandese Lebor Gabála Érenn fanno di Rifat l'antenato degli Irlandesi, sebbene questo ruolo sia più spesso ricoperto da Magog, il fratello di Gomer.
Le antiche cronache armene e georgiane elencano Togarma come l'antenato di entrambi i popoli che originariamente abitavano la terra tra il Mar Nero e il Mar Caspio e tra due montagne inaccessibili, il Monte Elbrus e il Monte Ararat, rispettivamente. Secondo i registri khazari, Togarma era considerato l'antenato dei popoli di lingua turca.